# Votez pour moi (film, 1935)
Pour plus de détails, voir Fiche technique et Distribution.
Votez pour moi (Thanks a Million) est un film américain en noir et blanc réalisé par Roy Del Ruth, sorti en 1935.

## Synopsis
Bloqué dans une petite ville sous une pluie battante, le directeur d'un spectacle musical itinérant convainc les responsables d'un juge local, qui se présente au poste de gouverneur, d'engager son groupe pour attirer la foule lors des rassemblements politiques. Quand le héros du spectacle, Eric Land, fait de l'ombre au juge, il est renvoyé mais lors d'une nouvelle visite, il sauve la situation en remplaçant le juge, qui est trop ivre pour parler.
Impressionnés par son sang-froid, les patrons du parti politique demandent à Eric de prendre la relève comme candidat. Le chanteur, qui sait qu'il n'a aucune chance de gagner, accepte pour l'exposition et le temps d'antenne à la radio où il peut mettre en valeur son chant. Mais très vite, sa petite amie Sally s'agace du temps qu'Eric passe avec la femme de l'un des patrons et elle le quitte lorsqu'elle pense qu'il lui a menti.
Lorsque les patrons demandent à Eric d'accepter des nominations partisanes qui leur permettront à tous de se graisser la patte, il les dénonce à la radio, disant aux électeurs que voter pour lui serait une énorme erreur et les incitant à voter pour son adversaire. À la fin, Eric est, bien sûr, élu gouverneur, puis retrouve Sally.

## Fiche technique
- Titre : Votez pour moi
- Titre original : Thanks a Million
- Réalisation : Roy Del Ruth
- Scénario : Nunnally Johnson
- Photographie : J. Peverell Marley
- Montage : Allen McNeil, assisté de Gene Fowler Jr. (non crédité)
- Musique :	Arthur Lange
- Producteur : William Goetz
- Société de production : 20th Century Fox
- Pays de production : États-Unis
- Format : noir et blanc - 1,37:1 - son : Mono
- Genre : Comédie romantique et film musical
- Durée : 87 minutes
- Dates de sortie :
  - États-Unis : 25 octobre 1932
  - France : 10 avril 1936